# Herbert al IV-lea de Vermandois
Herbert al IV-lea de Vermandois (n. 1028–d. 1080) a fost conte de Vermandois.
Herbert era fiul contelui Otto de Vermandois cu soția sa, Pavia (sau Patia).

## Familie și copii
El a fost căsătorit cu Adela de Valois, fiica lui Raoul al III-lea de Valois cu Adela de Bar-sur-Aube, cu care a avut următorii copii:
1. Adelaida de Vermandois, căsătorită cu Hugo Magnus, fiul regelui Filip I al Franței.
2. Odo, conte de Vermandois (d. după 1085), căsătorit cu Hedwiga. Ulterior, devenit sebior de Saint-Simon prin căsătorie. Ultimul carolingian.